# تأثیرات و مآثر بهرام بیضایی

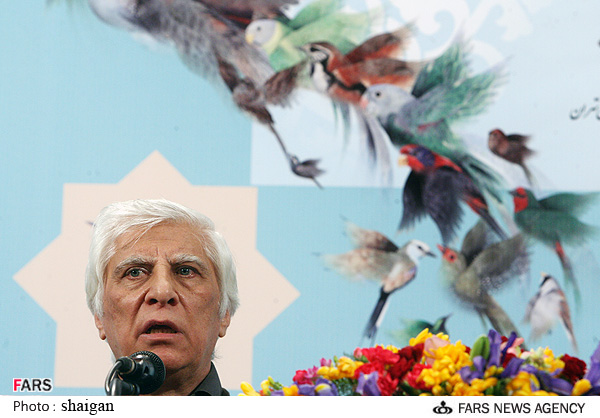
بیضایی در نشستِ خبریِ وقتی همه خوابیم در جشنوارهٔ فیلمِ فجرِ ۱۳۸۷. لغتِ «بیضایی‌وار» را بعضی فارسی‌زبانان در وصفِ آنچه از اندیشه‌ها و شگردهای بیضایی تأثیر پذیرفته به کار برده‌اند.

چند و چونِ تأثیرِ کارِ فکری و فرهنگی و هنریِ بهرام بیضایی (۱۳۱۷) موضوعِ بحث و پژوهش بوده است. او از دههٔ ۱۳۴۰ به بعد، به رغمِ محرومیت‌های فراوان، شاگردانِ فراوانی نیز آموزش داده که کم و بیش به دامنهٔ تأثیرش افزوده‌اند. گذشته از هنر، به نظرِ مجید مظفّری، بیضایی «بر زمانه» هم «تأثیری شگرف داشت.» یکی از شارحانش در دههٔ ۱۳۹۰ کارِ فرهنگیِ بیضایی را هم‌سنگِ کارهای علی‌اکبر دهخدا و نیما یوشیج و صادق هدایت ارزیابی کرد. آیدین آغداشلو گفته: «اگر «بهرام بیضایی» نبود، جای خالی وسیعی در پهنهٔ این فرهنگ باقی می‌ماند که پرشدنی نبود.»

## نوشتجات
متأسفانه در ایران مراکز دولتی دست‌اندرکار امور هنری توجه زیادی به نمایشنامه‌نویسی ندارند؛ و تا زمانی که حمایت دولتی نباشد، فقط یک سری کارهای فردی است که در این زمینه انجام می‌شود. فردوسی زندگیش را می‌گذارد و شاهنامه را می‌نویسد. به این ترتیب تاریخ ما روی شانه‌های افراد می‌چرخد. مجموع تحقیقات و نمایشنامه‌های بهرام بیضایی شبیه کار یک فرهنگستان است.

علیرضا کوشک جلالی، شهریورِ ۱۳۹۸

بیضائی تاریخ تمدّن ما را تداوم می‌دهد. ما دچار انقطاع هستیم؛ امّا همواره مردانی چون سیاووش، سهروردی، نیما و بیضائی تک‌شاخه‌های بریدهٔ فرهنگ ما را جوانه می‌زنند و این خاکستر را دوباره شعله‌ور می‌سازند.

محمّدرضا اصلانی، اردیبهشتِ ۱۳۸۲
پیش از ظهورِ نسلِ نمایشنامه‌نویسانِ نامدارِ دههٔ ۱۳۴۰ در ایران انتشارِ نمایشنامهٔ ایرانی برای بازارِ کتابِ فارسی رایج نبود. بیضایی در رواجِ نمایشنامه‌نویسیِ فارسی و انتشارِ نمایشنامه‌های فارسی سهم داشته است. غیر از این، او در ترجمه و انتشارِ نمایشنامه‌های غیرفارسی به فارسی نیز بسیار کوشا بوده است. نمایشنامه‌هایی از کارلو گولدونی و ژان ژنه به سفارشِ مستقیمِ او به فارسی ترجمه و منتشر شد، و خود و دوستانِ نزدیکش نیز در ترجمهٔ نمایشنامه‌های کلاسیکِ ژاپنی و چینی و نیز انگلیسی کارهایی کرده‌اند.
آیدین آغداشلو نثرِ بیضایی را «از فاخرترین نمونه‌های نثر فارسی» می‌دانسته که گواه و نمودارِ پایندگیِ زبانِ فارسی به واسطهٔ «زایش‌های متعدّد» است. ماتئوش کواگیش «دورنما»ی آثارش را جهانی و او را «شهروند جهان» و سزوارِ جایزهٔ نوبل ادبیات دیده، هرچند ترجمهٔ آثارش آسان نیست، و پرویز فنّی‌زاده تقلید از طنزِ بیضایی را نشدنی می‌دانسته. عبدالله کوثری و بهزاد فراهانی و امین فقیری و قطب‌الدّین صادقی و ایرج طهماسب و محمّد یعقوبی و حسین کیانی و شکوفه آذر و علی‌اکبر حیدری نیز از نویسندگانِ هم‌روزگارِ بیضایی هستند که از نوشته‌هایش اثر پذیرفتند یا کوشیدند شیوه‌هایش را در نویسندگی پی‌گیرند. پنداشت‌ها از چند و چونِ تأثیرِ بیضایی در ادبیات گوناگون و ناهمساز بوده است: کسانی تأثیرِ کارش را بزرگ دانسته‌اند – مانندِ اصحابِ جشنِ دنیای تصویر در سالِ ۱۳۸۶ که به خاطرِ بیشترین تأثیر در ادبیاتِ نمایشی در ایران به او جایزه دادند – و کسانی پیش‌بینی کرده‌اند که بزرگیِ تأثیرش در آینده شناخته خواهد شد – مانندِ حمید دبّاشی – و دیگرانی تأثیرش را خُرد شمرده‌اند – مثلاً محمّد رحمانیان از کوچکیِ دامنهٔ تأثیرِ شایستهٔ بیضایی افسوس خورده که: «ما هیچ وقت شاگردِ بیضایی بزرگ نبوده‌ایم» و بهزاد قادری گله از ابنای زمانه‌اش کرده که «بدترین کفر» که ازش می‌پرهیزند «خواندن چهار کلمه از محال‌اندیشانی» چون بیضایی است و هوشنگ توزیع، با وجودِ دوستداری، اشاره به بی‌تأثیریِ کارِ بیضایی در دورهٔ کارش در آمریکا کرده است. گوهر پارسی ناکامیِ پیروانِ بیضایی را شبیهِ ناکامیِ پیروانِ علی حاتمی دانسته و اکبر رادی ایشان را به پیروانِ آنتون چخوف مانند کرده که «به هرز رفته و هدر شدند. مانند یک بیابان جادو که هر کس در آن بیفتد، نابود می‌شود و فقط معدود افرادی می‌توانند از آن جان سالم به در برند.»
با این همه، از میانِ شاگردانِ بیضایی نویسندگانِ شناخته‌ای چون رضا قاسمی و حمید احیاء هم برخاسته‌اند؛ و از پیروانش در کارِ پژوهشِ متعارف نیز می‌شود مایل بکتاش و عنایت‌الله شهیدی و مرتضی راوندی و جابر عناصری و مجید فلاح‌زاده و جمشید ملک‌پور و بهروز غریب‌پور و ویلم فلور و فریده رازی و یعقوب آژند و رسول جعفریان و جهانگیر نصری اشرفی و محمّد پسندی حکم‌آبادی و سهیلا نجم و ویلیام بیمن و عبّاس شادروان و کامران سپهران و نیایش پورحسن و ناصر حبیبیان و معصومه ابراهیمی را نام برد.
با این که کارِ بیضایی در آموزشِ رسمیِ مدرسی در ایران غایب بوده است، هنرمندانی چون مهتاب نصیرپور و حمید امجد از طریقِ کتاب‌های بیضایی به کارِ هنر گرویدند. سرگذشتِ بیضایی در تذکره‌های گوناگون آمده و دیوانِ آثارش نیز چاپ شده است، هرچند ناتمام، همچون دیوان‌های شاعرانِ خانوادهٔ بیضایی.

## نمایش
اجرا نشدن بسیاری از آثار بیضایی موجب شد که این آثار هرگز نتوانند ظرفیت‌های بالقوه خود را نشان دهند. بدین ترتیب، قابلیت‌های بخشی از وجوه ادبیات نمایشی ما هرگز آشکار نشد.

امید روحانی، اردیبهشتِ ۱۳۸۲
نمایشنامه‌های بیضایی – با کارهای نمایشنامه‌نویسانِ پیشروی دیگری مانند علی نصیریان و غلامحسین ساعدی و اسماعیل خلج و شاید از همه مهم‌تر اکبر رادی که همراهِ بیضایی از گروهِ طرفه بود – به دگرگونیِ نمایشِ صحنه‌ای در تهران و مآلاً در ایران (و نمایش‌های ایرانی بیرون از ایران نیز) انجامید؛ چندان که محمود استاد محمّد گفته شیوه‌ای از نمایش که عبّاس جوانمرد و رکن‌الدّین خسروی و جعفر والی در دههٔ ۱۳۴۰ با نوشته‌های بیضایی و رادی و ساعدی پیش گرفتند راهی نو و ناشناخته بوده که گشودنش را ارج باید نهاد. ولی خیلی زود، تا نیمهٔ دههٔ ۱۳۴۰، بیضایی شیوهٔ نمایشِ نمایشنامه‌های نوآورده‌اش را نیز آزمود و برساخت. اغلبِ صاحب‌نظران نمایشِ نوشته‌های بیضایی را دشوار دانسته و شیوهٔ نمایشی او را برای نوشته‌هایش کمابیش یگانه و اندکی متفاوت با جریان‌های رایج شمرده‌اند. مثلاً منوچهر آتشی اجرای برخوانی‌های بیضایی را «چه از نظر فن تئاتر چه از نظر سانسور فرهنگی − که بیضایی سال‌ها است مبتلای آن است» دشوار می‌دانسته و اکبر رادی اشاره کرده که نمایشنامه‌های بیضایی فقط با کارگردانیِ خودش خوب به نمایش درمی‌آید. او خود نیز بیشترِ نمایش‌های دیگران از نمایشنامه‌های خودش را نپسندیده، و بایسته می‌دانسته که راه و رسمِ خواندن و نمایشِ این کارها را بیاموزند. با این همه، تأثیرِ بیضایی دستِ کم در نمایش در ایران، به واسطهٔ کارهای نمایشی و افاضاتِ نظری و نیز پژوهش‌های تاریخی و سخن‌شناختی (از متنی و فرهنگی) چون نمایش در ایران، بزرگ ارزیابی شده است؛ و بسیاری از سرآمدانِ اهلِ نمایش، از جمله علی نصیریان و ژان-کلود کریر و جمشید مشایخی و نصرت پرتوی و منوچهر انور و عزیز ساعتی و بسیارانِ دیگر، به استادی شناخته‌اندش و کارش را ستوده و بزرگ داشته‌اند؛ و بسیاری هم، چون هرمز هدایت، پیروی شیوهٔ او شده‌اند. با این همه، بوده‌اند کارگردانانی هم که کارش را هیچ خوش نداشته‌اند، از جمله نمونهٔ افراطیِ سعید سلطان‌پور که در آبانِ ۱۳۴۸ به واسطهٔ گروهی نمایشِ سُلطان مارِ بیضایی را در مشهد برآشفت و از صحنه پایین کشید.

## سینما
بر خلاف آنتونیونی یا رنه، بیضایی در دسترس من است و می‌توانم بی‌واسطه از او بیاموزم.

امیر نادری، ۱۳۶۴

واروژ کریم مسیحی سرِ صحنهٔ سلندر (۱۳۵۹)
----
«... مکتب بیضایی بر آقای واروژ تأثیر زیادی گذاشته است.» میهن بهرامی، ۱۳۷۰
«ما با همه دانایی‌مان فیلم می‌بینیم اما تنها با دیدن چند دقیقه از فیلم‌های کریم مسیحی، همه دانایی‌مان رها می‌شود و ماهیت سینما را فراموش می‌کنیم و غرق لذت از آن می‌شویم. به همین دلیل تجربه تماشای فیلم‌های کریم مسیحی با بهرام بیضایی که برای دیدن آثارش باید فسفر سوزاند، متفاوت است.» محمّد رحمانیان، ۱۴۰۰

فیلم‌های بیضایی، همچون فیلم‌های کمابیش همهٔ فیلم‌سازانِ غیرآمریکاییِ هم‌نسلش، در زمانِ زندگیِ خودش تماشاکنانِ بین‌المللی چندانی نیافت؛ بر خلافِ کارهای هم‌نسلانِ نامدارِ فیلم‌سازیش در آمریکا چون اغلبِ اصحابِ هالیوود نو و چند فیلم‌سازِ غیرآمریکایی از این نسل مثلِ جان وو و تری گیلیام و مایک لی و چند سال دیرتر مصطفی عقّاد و چند سال زودتر ساتیاجیت رای و عثمان سمبن و سرجیو لئونه و برناردو برتولوچی. با این همه، سینماگرانی، به قولی فراوان و به قولی نه چندان فراوان، تحتِ تأثیرِ کارِ بیضایی واقع شده‌اند. یکی از تواناترین سینماگرانی که − دستِ کم به واسطهٔ دستیاریِ بیضایی در کارگردانیِ چندین فیلم − از کارِ سینمایی بیضایی الهام گرفته و فیلم‌های برجسته‌ای ساخته واروژ کریم مسیحی بوده است. او بارها کوشید تا فیلم‌نامه‌هایی از بیضایی را به فیلم درآورد، ولی یگانه حاصلِ این کوشش‌ها فیلمِ نیم‌ساعتهٔ سلندر (۱۳۵۹) بوده است. امیر نادری و تینا پاکروان نیز از فیلم‌سازانی بوده‌اند که خود را شاگردِ بیضایی می‌دانسته‌اند.

. . . سال‌های متمادی، حتی شاید یک یا چند قرن انسان ایرانی به کمک فیلم‌های بیضایی بیندیشد، با خود درگیر شود و فراتر از لحظهٔ اکنون برود و آینده‌ای دورتر را در نظر بگیرد.

نعمت‌الله فاضلی، ۴ بهمنِ ۱۳۹۵ یا سالِ ۱۴۰۱
با این همه، تأثیرِ سینمای بیضایی در فیلم‌سازی و فیلم‌بینیِ ایرانیان و غیرایرانیان در دورانِ زندگی خودش تا حدّی تحتِ شعاعِ سینمای «جاهلی» و «ملّی» و «جشنواره‌ای» و «عرفانی» و «اخلاقی» و «دفاعِ مقدّس» و عامّه‌پسند واقع شده و این‌ها از نفوذش کاسته است. مثلاً ملودرام‌های ضدّروشنفکرانهٔ داریوش مهرجویی و گرایشِ لمپنیِ مسعود کیمیایی به داشتنِ هوادارانِ انحصاریِ فراوان معروف بوده‌اند و شیوهٔ کمینه‌گرا و فستیوال‌پسندِ عبّاس کیارستمی نزدِ فیلم‌سازانِ جوان محبوبیت داشته است. اولاف مولر به یاد آورده که مرورِ آثارِ بیضایی را در جشنوارهٔ بین‌المللیِ فیلمِ وینِ سالِ ۱۹۹۵ میلادی اغلبِ ناقدان نادیده گرفتند، چراکه فیلم‌هایش ربطی به کیارستمی ندارد. ساخته‌های فیلم‌سازانی چون ساموئل خاچیکیان و ایرج قادری و مسعود ده‌نمکی نیز تماشاکنانِ بیشتری از کارهای بیضایی داشته است. ولی در اغلبِ رأی‌گیری‌های سینمایی در ایران بیضایی در دورانِ زندگی خود اوّل شده است.
بیضایی در فیلم‌های فیلم‌سازان دیگر نیز همکاری‌هایی داشته است. همچنین بر اساسِ نوشته‌های او فیلم‌هایی ساخته شده، از جمله خطِّ قرمز بر اساسِ فیلم‌نامهٔ شب سمور، سایه به سایه بر اساسِ فیلم‌نامهٔ آوازهای ننه آرسو و روز واقعه بر اساسِ فیلم‌نامه‌ای به همین نام. بیضایی بیشترِ این فیلم‌ها را نپسندیده. به نظرِ مسعود بهاری «مشکل از فیلمنامه‌های بهرام بیضایی است که باید توسط خودش ساخته شوند وگرنه آثاری خنثی و بی‌هویت خواهند شد». با این همه، در دورهٔ زندگیِ بیضایی فیلم‌نامه‌هایش در کتاب‌های آموزشِ فیلم‌نامه‌نویسی استفاده شد.

## اندیشهٔ اجتماعی
. . . مردمی مخاطب من هستند که بخواهند قدمی از آنچه هستند پیش‌تر بروند؛ آنها که دانسته یا ندانسته در خدمت حفظ معادله‌های پیشین‌اند در روبرو شدن با کار من آشفته می‌شوند. . . .

بیضایی، دههٔ ۱۳۶۰
بیضایی عضوِ احزابِ سیاسی یا پیروی مکتبِ فکریِ معیّنی نبوده است. با این همه، نگاهِ انتقادیش به تاریخ و فرهنگِ ایران از خلالِ فیلم‌ها و نمایش‌ها و کتاب‌ها و سخنانش کم و بیش الهام‌بخشِ بازاندیشی‌خواهیِ تاریخی و اصلاح‌طلبیِ فرهنگی و اجتماعی بوده است. مثلاً در سخنرانیِ پاییزِ ۱۳۵۶ در شب‌های شعر گوته مسئولیتِ سانسور و آزادمنشی را به گردنِ توده‌های مردم انداخت، که در زمانِ خود بدعتی به‌شمار می‌رفت و تأثیری غیر از آن می‌داشت که اندیشندگانِ انقلابی می‌خواستند. بعدها در مقالهٔ «پس از صد سال» (۱۳۷۵) به تجزیه و تحلیلِ انتقادیِ سیرِ تاریخیِ فرهنگ و هنرِ ایران پرداخت.

### توضیحات
1. ↑  مثلاً: − (مهر ۱۳۷۲). «کتابگزاری». فیلم (۱۴۸): ۱۰۴.
نیز: ارجمند، جمشید (۱۳۷۸). نقد فیلم: نمونه‌هایی از نقدهای دههٔ ۴۰ تا ۷۰. تهران: نشر فرزان. ص. ۶۴. شابک ۹۶۴-۶۱۳۸-۵۸-۶.
نیز: اکبری، علیرضا. «چه محکمه‌های روشنفکری که گذراندم: گفت‌وگو با بهرام بیضایی به مناسبت تولد ۷۵سالگی‌اش». اندیشه پویا، ش ۱۲. ۱۳۹۲. ص ۱۱۸.
نیز: گلمکانی، هوشنگ (۱۳۹۳). از کوچهٔ سام: نقد فیلم‌های ایرانی و خارجی. تهران: نشر مرکز. ص. ۱۳۶. شابک ۹۷۸-۹۶۴-۲۱۳-۱۷۷-۸.
نیز: دهقان، خسرو (۱۳۹۹). «خط قرمز».  در حسینی، حسن. راهنمای فیلم سینمای ایران. تهران: روزنه کار. ص. ۸۰۱−۸۰۳. شابک ۹۷۸-۶۰۰-۷۸۷۶-۵۰-۳.
2. ↑  مثلاً هوشمند مهرآسا در سالِ ۱۳۴۱ نوشت: «خوانندهٔ ایرانی هنوز عادت ندارد نمایشنامه‌ای را بعنوان یک اثر «برای مطالعه» بخواند.» («−». کیهان هفته (۴۲). ۴ شهریور ۱۳۴۱.) و حمید سمندریان از مهدی فروغ نقل کرده که حوالیِ سالِ ۱۳۴۰ گفته «ملت ما هرگز تئاتری نبوده‌اند، به همین خاطر هم چیزی نداشته و نداریم، فقط یک نمایشنامه هست که صادق هدایت نوشته که آن هم مزخرف است . . . .» (ایوبی، وحید, ویراستار (۱۳۸۶). حمید سمندریان. تهران: تجربه. ص. ۱۵. شابک ۹۶۴-۷۲۰۴-۶۱-۲.)
3. ↑  هر یک از این پژوهشگران قسمتی از پژوهش‌های بیضایی را ادامه و توسعه داده‌اند یا تکرار کرده‌اند: بکتاش و عناصری در تعزیه، ملک‌پور در ادبیاتِ نمایشیِ جدید، فلور و بیمن و شادروان در تاریخ‌نگاریِ عمومیِ نمایشِ ایرانی، آژند در تاریخ‌نگاریِ ادواری از نمایشِ قدیم و جدیدِ ایرانی، نجم در نقّالی و نمایش‌های مشرقی، سپهران در سیاست و نمایشِ جدید در ایران، پورحسن در تأثیرِ نمایشنامه‌های خارجی در ایران، ابراهیمی و پسندی حکم‌آبادی در مطالعاتِ اساطیری، رازی در نمایش‌های عامیانهٔ ایران و حبیبیان در مکان‌های نمایشی. کوشش‌های علیرضا احمدزاده در گردآوریِ لغت‌های نمایشی و محمّد رضایی راد در شناختِ تراژدی را هم می‌شود ادامهٔ وجوهی از پژوهش‌های بیضایی، مثلاً در نمایش در ایران، به حساب آورد.
4. ↑  از جمله هادی سروری در شمارهٔ ۶ دیِ ۱۳۹۶ روزنامهٔ شرق نقل کرده که بیضایی از نمایشنامه‌خوانی‌های او سخت ناخرسند بوده است.
5. ↑  مثلاً در درس‌هایی دربارهٔ فیلمنامه‌نویسیِ حسن لطفی (۱۴۰۳)

### ارجاعات
1. ↑  عسگریان، «نگاهی گذرا به سیر تاریخ نمایش در ایران»، ۸.
2. ↑  امجد و  احمدی، «محدودیت قادر به حذف فرهنگ ماندگار نیست»، ۱۴.
3. ↑  مظفری، مجید؛ − (مهر ۱۴۰۲). «می‌توانم بگویم!». عصر روشن (۲): ۴۲.
4. ↑  Talajooy، History and Iranian drama، 187.
5. ↑  آغداشلو، آیدین؛ احمدی، احمدرضا؛ اطهاری، فیروزه؛ احصایی، محمد؛ پتگر، نامی؛ حقیقی، ابراهیم؛ خسروی، علی؛ دهقان، خسرو؛ رحیمیان، بهزاد؛ سیحون، معصومه؛ فرخفال، رضا؛ فروتن، شاهرخ؛ مرتضوی، هومن؛ مشیری، کاووس (اردیبهشت ۱۳۷۲). «گفتگو با آیدین آغداشلو». کلک (۳۸): ۲۴۰.
6. ↑  کوشک جلالی و  منصوری، «مجموع تحقیقات بهرام بیضایی شبیه کار یک فرهنگستان است»، ایبنا.
7. ↑  −، «امید روحانی، محمود دولت‌آبادی و محمدضا اصلانی از بهرام بیضایی گفتند/1»، ایسنا.
8. ↑  آغداشلو، «بیضایی آبروی چند نسل است»، ۱۶.
9. ↑  کلاگیش، «بیضایی متعلق به همه ماست»، ۱۵.
10. ↑  −، «اشتراکات فرهنگی مهم‌ترین عامل جذابیت آثار فارسی است»، ایبنا.
11. ↑  روحانی و  شرافتی، «شناخت بیضایی برای جهان دشوار است»، ۱۲.
12. ↑  مثل تکه شعری بیان شده: زندگی و بازیگری پرویز فنی‌زاده (۱۳۹۴). ص. ۴۴۰. (از شمارهٔ ۱۷۵ هفته‌نامهٔ ستارهٔ سینما، ۱۳۵۵)
13. ↑  خبر آنلاین: بهزاد فراهانی؛ از فوتبال بازی‌کردن تا درسی که از بهرام بیضایی آموخت
14. ↑  امین فقیری: مصاحبه‌ی تاریخ شفاهی ادبیات معاصر ایران، ص. ۲۲۱
15. ↑  بهرامی، میهن. «برخورد با «هفت قبیله‌ی گمشده»». کلک. شمارهٔ ۱۲۳. فروردین ۱۳۸۰. ص. ۳۱.
16. ↑  چلچراغ. شماره ۷۱۹. ۱۵ مهر ۱۳۹۶. "من آقای مجری نیستم!" گفتگوی سینا قلیچ‌خانی و سهیلا عابدینی با ایرج طهماسب. از ص. ۳۷ تا ص. ۴۱. صفحهٔ ۳۸.
17. ↑  از غرش طوفان و سه تفنگدار تا آثار بیضایی و احمد محمود و یوسا
18. ↑  Dabashi, Masters & Masterpieces of Iranian Cinema, 253.
19. ↑  چرم‌شیر، «بیضایی ناشناخته»، ۶۹.
20. ↑  قادری، بهزاد (اردیبهشت و خرداد ۱۳۸۴). «انسان بی "ریختِ" رادی». کلک (۱۵۴): ۹.
21. ↑  رفاقت (۱۳۹۹)، فیلمِ مستندی از رها اعتمادی، دقیقهٔ ۸۸
22. ↑  پارسی، «شاعر که نمی‌میرد»، ۱۹.
23. ↑  رادی و  مظفری ساوجی، «پشت صحنهٔ آبی»، ۲۷۲.
24. ↑  احیاء، «یاد دکتر محمد کوثر»، ۳۳۵.
25. ↑  تئاتر در ایران
26. ↑  قصّه‌خوانان در تاریخ اسلام و ایران (۱۳۷۰)
27. ↑  خُنیا (۱۳۹۲)
28. ↑  نصیرپور و  −، «من، مهتاب نصیرپور، تئاتر را بهرام بیضایی شناختم»، ۹.
29. ↑  −، «امید روحانی، محمود دولت‌آبادی و محمدضا اصلانی از بهرام بیضایی گفتند/1»، ایسنا.
30. ↑  استاد محمد، «چهره‌ام پوشیده بهتر»، ۱۸۲.
31. ↑  آتشی، «جستجوگر اساطیر»، ۱۵.
32. ↑  رادی و  مظفری ساوجی، «پشت صحنهٔ آبی»، ۲۸۴.
33. ↑  میلانی، «دربارهٔ تجدد، سیاست، فرهنگ»، ۱۶۴.
34. ↑  −، «علی نصیریان: بیضایی، استاد هنر نمایش ایران است»، ۳.
35. ↑  کریر و  حیدرخانی، «امیدوارم کسانی از چین، ایران، ترکیه و مکزیک به کمک سینمای جهان بیایند»، ایلنا.
36. ↑  اسماعیلی، «چهره در چهره»، ۲۹۹.
37. ↑  ساعتی در تهران
38. ↑  بهرامی، میهن. «تئاتر ما را خلاصه می‌کند». قرن بیست‌ویک. شمارهٔ ۱۵. ۱۳۸۰.
39. ↑  زندیان، «بازخوانی ده شب»، ۳۴.
40. ↑  نادری، گلمکانی و  مهرابی، «همهٔ ذرات فضا در فیلم من تاثیر می‌گذارد»، ۱۸.
41. ↑  آغداشلو و دیگران، «پرده پرده تا پردهٔ آخر . . .»، ۲۲.
42. ↑  https://www.isna.ir/news/1400062216029/
43. ↑  قوکاسیان، «مجموعهٔ مقالات در نقد و معرفی آثار بهرام بیضایی»، ۱۰.
44. ↑  آغداشلو، «از دور و نزدیک»، ۲۲۴.
45. ↑  نادری، گلمکانی و  مهرابی، «راهم را یافته‌ام . . .»، ۲۰.
46. ↑  نادری، گلمکانی و  مهرابی، «همهٔ ذرات فضا در فیلم من تاثیر می‌گذارد»، ۱۸.
47. ↑  فاضلی، «اندیشیدن با هنر»، ۱۵۴.
48. ↑  اسلامی، «هامون و گربه‌های آقای دبیری»، ۱۰۴.
49. ↑  جاهد، «روایت استیصال و استحاله»، ۷۰.
50. ↑  مقصودلو، «داریوش مهرجوئی و سینمای تفکر»، ۳۶.
51. ↑  موحد و  مظفری ساوجی، «پنهان در آینه»، ۳۲۹.
52. ↑  سرکوهی، «یاس و داس»، ۴۴.
53. ↑  کیمیایی و  روحانی، «بازجویی سعید امامی از کیمیایی و بیضایی»، ۱۱.
54. ↑  Pak-Shiraz، «Iranian Cinema Today»، 267.
55. ↑  Möller، «Sohrab Shahid Saless»، 12.
56. ↑  جعفری‌نژاد، «از «گاو» تا «گوزن‌ها»، از «ریوبراوو» تا «سرگیجه»»، ۱۰−۱۱.
57. ↑  بهاری، «فصل پنجم»، ۸۶.
58. ↑  بیضایی و  قوکاسیان، «گفت‌وگو با بهرام بیضایی»، ۵۴.
59. ↑  Naficy, A Social History of Iranian Cinema, 2: 420.
60. ↑  زندیان، «بازخوانی ده شب»، ۱۸۱.